# Rodrigo Díaz de Vivar
Rodrigo Díaz de Vivar je rođen u malom mjestu Vivar del Cid kod Burgosa između 1043. i 1047. godine, a umro je 10. srpnja 1099. u Valenciji. Bio je sin Diega Laíneza i Terese Rodríguez. Pripadao je nižem plemstvu i borio se u službi Sanča II. Bio je kastiljski ratnik i junak koji je aktivno sudjelovao u rekonkvisti Iberijskog poluotoka u službi kastiljskih kraljeva, ali i nezavisno. Mauri su mu dali ime El Cid Campeador, Mio Cid ili El Cid, što bi na dijalektu arapskog (سيد) značilo gospodar.
Rodrigo Diaz zauzima vrlo značajno mjesto u povijesti srednjovjekovne Kastilje, ali i epike. Prvi španjolski epski spjev napisan oko 1140. godine, Pjesma o Cidu (šp. Cantar de mío Cid), napisan je upravo o Rodrigu Diazu i njegovim podvizima u borbi protiv Maura.
Podatci o njegovom životu se nalaze u brojnim dokumentima na arapskom i latinskom, od kojih je najvažniji Povijest Roderici (šp. Historia Roderici) napisana između 1103. i 1109. godine, koja predstavlja autentičnu biografiju Rodriga Diaza.